# Ameerega labialis
Espèce
Synonymes
- Dendrobates labialis Cope, 1874
- Hylaplesia labialis (Cope, 1874)
- Epipedobates labialis (Cope, 1874)

Statut de conservation UICN

 DD  : Données insuffisantes
Statut CITES
Ameerega labialis est une espèce d'amphibiens de la famille des Dendrobatidae.

## Répartition
Cette espèce est endémique de la province de Maynas dans la région de Loreto au Pérou. Elle n'est connue que de Nauta.

## Publication originale
- Cope, 1874 : On some Batrachia and Nematognathi brought from the upper Amazon by Prof. Orton. Proceedings of the Academy of Natural Sciences of Philadelphia, vol. 26, p. 120–137 (texte intégral).